# Razée

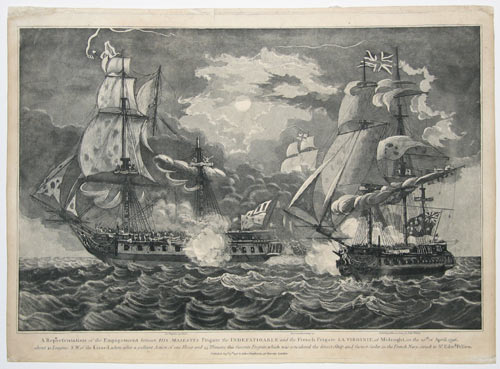
Razée HMS Indefatigable (vpravo) v souboji s francouzskou fregatou La Virginie

Razée je pojem, značící speciální úpravu plachetní lodě. Byl používán u dvoj- a třípalubních lodí, u kterých byla odstraněna horní dělová paluba a její nástavby. Zůstal tak velmi robustní a nízký trup, v 18. a 19. století vyzbrojený 24liberními nebo 36liberními děly. Výhoda byla ve větší odolnosti trupu, větším kalibru děl a lepších plavebních vlastnostech takto "seříznuté" lodi. Seříznutí horních palub se provádělo na vícepalubových lodích již od 16. století. Jednou z velkých lodí, které byly seříznuty horní paluby, byl anglický třípalubník Sovereign of the Seas, postavený v r. 1637.
Po seříznutí horní paluby dvojpalubníku vznikla těžká fregata. První, kdo takovýto typ fregat zavedl, bylo francouzské revoluční námořnictvo. Právě z francouzštiny pochází název razée, podle vaisseau rasé (doslova oholená loď). Brzy po nich upravilo britské Královské námořnictvo jako razée několik řadových lodí třídy Ardent (včetně HMS Indefatigable), ze kterých se takto staly jednopalubové fregaty o 38 dělech.